# Parco eolico

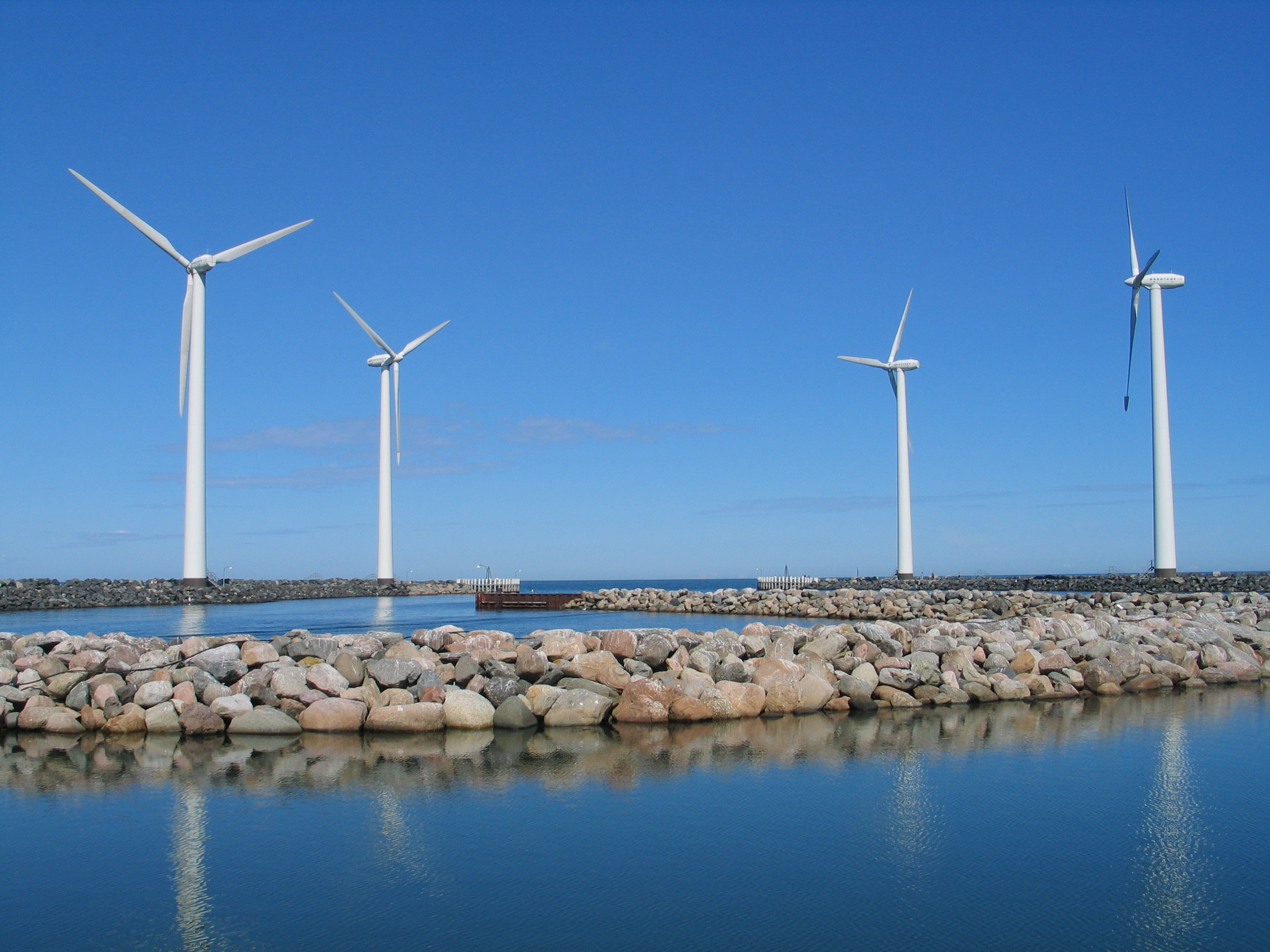
Parco eolico off-shore in Danimarca.

In ingegneria energetica un parco eolico, o anche fattoria del vento (calco dall'inglese wind farm), più raramente centrale eolica, è un insieme di aerogeneratori (comunemente detti centrali o torri eoliche, e meno correttamente turbine, pale eoliche o mulini a vento) localizzati in un territorio delimitato e interconnessi tra loro, che producono energia elettrica sfruttando l'energia del vento. La generazione di energia elettrica varia in funzione del vento e della capacità generativa degli aerogeneratori.

## Descrizione

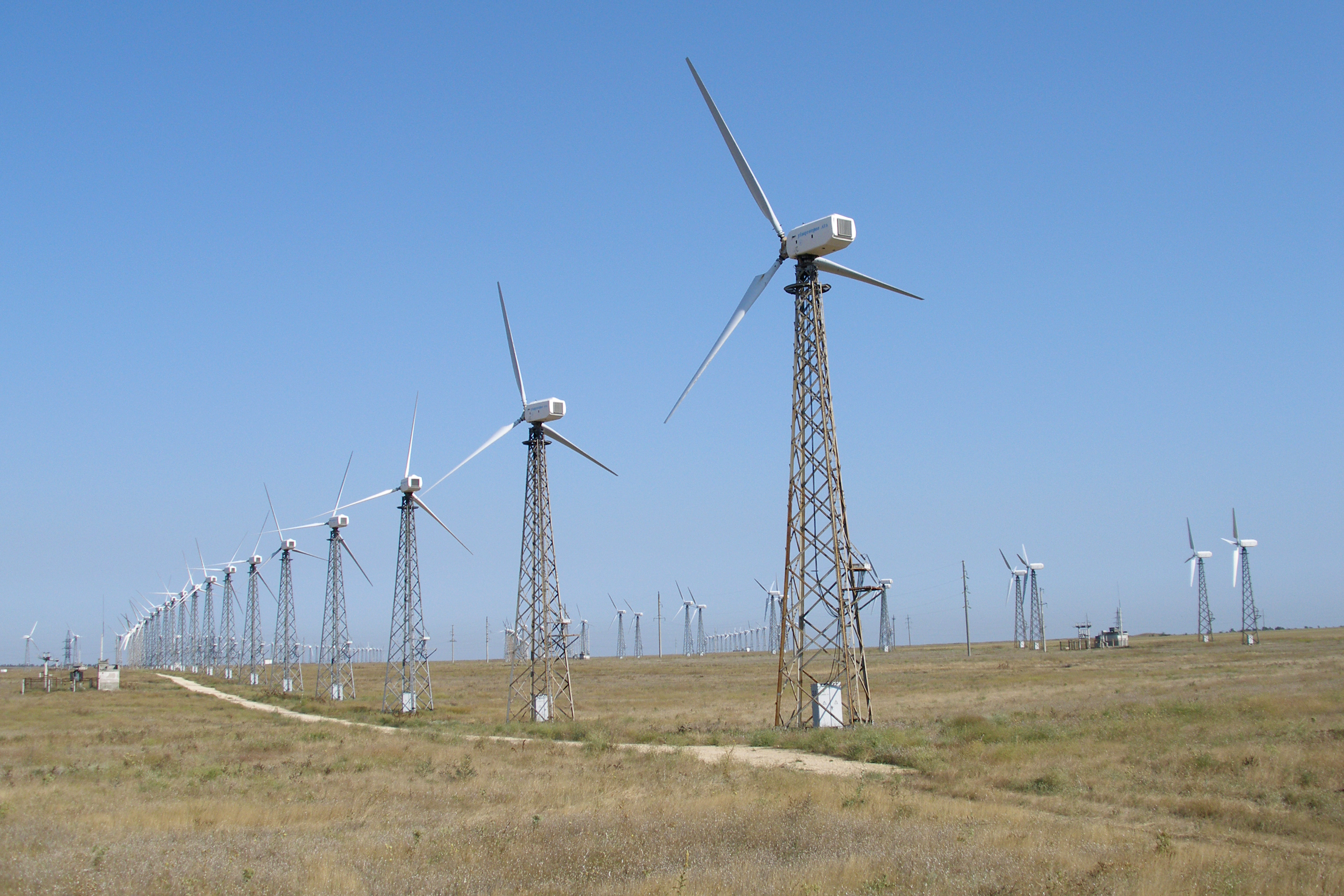
fattoria del vento ai Crimea, con una moltitudine di turbine ad alta velocità di rotazione

In un parco eolico i singoli generatori elettrici di ogni aerogeneratore sono interconnessi con una linea di collegamento a media tensione (generalmente 34,5 kV) e con un sistema di comunicazione per il controllo e monitoraggio remoto. L'energia elettrica prodotta a media tensione viene poi convertita in alta tensione tramite un trasformatore in una sottostazione elettrica di trasformazione ed immessa nella rete elettrica di trasmissione in corrispondenza di una cabina primaria.
L'energia elettrica generata dagli impianti varia da installazione a installazione e dipende strettamente dal numero e dalla potenza nominale dei singoli aerogeneratori, dalle condizioni di ventosità del sito e dalla presenza di eventuali vincoli di sito. In molti casi riescono a coprire il fabbisogno elettrico dei comuni ospitanti garantendo anche un surplus energetico da cui l'operatore trae il profitto dell'investimento.
Un parco eolico può essere on-shore (sulla terraferma) oppure off-shore (sul mare). I primi sono posti tipicamente in zone aperte o su rilievi collinari o montuosi, i secondi sul mare vicino a zone costiere. Sono possibili anche parchi eolici con aerogeneratori di tipo minieolico, in genere con potenze elettriche generate inferiori, ma minor impatto ambientale.
Sono spesso oggetto di contestazione per l'impatto paesaggistico, l'inquinamento acustico in alcuni casi e l'azione di disturbo sull'avifauna.
In Italia uno dei più importanti parchi eolici è stato per molto tempo quello di Poggio Imperiale (in Puglia), operativo dal 2009 con una potenza installata di 30 MW. Dal 2011 però il primato per capacità produttiva è passato a un parco eolico ubicato in Sardegna, tra Buddusò e Alà dei Sardi, che ha una potenza installata di 160 MW.. Vanno inoltre menzionati i numerosi parchi eolici ubicati nel basso Molise, in Campania, come quello di Frigento e Sturno, quello di Montemurro in Basilicata e i parchi eolici calabresi, tra cui quello di Isola Capo Rizzuto, oggetto di una lunga vicenda giudiziaria. Altri parchi eolici sono in attesa di autorizzazione.

### Eolico on-shore e near-shore

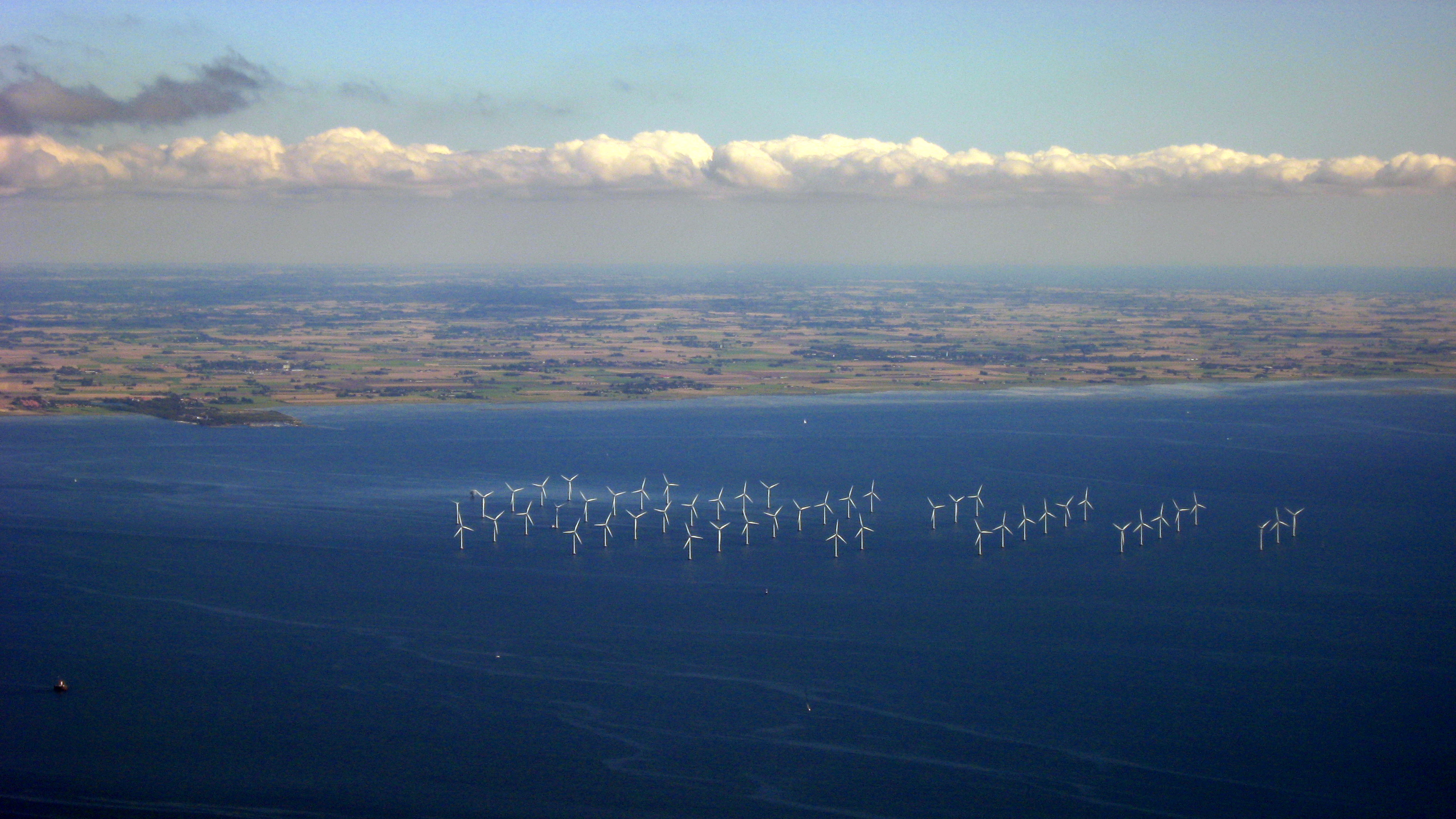
Parco eolico di Lillgrund in Svezia

L'eolico on-shore (su terraferma) è il tipo più diffuso, anche per motivi storico-tecnologici. Posizionati in genere almeno a 3 km dalla costa, tipicamente su colline, alture o comunque in zone aperte e ventose, questi impianti coprono un range di potenze prodotte molto esteso (da 20 kW a 20 MW) e possono essere connessi sia alla rete "pubblica" come quella dell'Enel, sia su una rete isolata per alimentare utilizzatori locali. Una delle configurazioni più diffuse è la "grid-connected".
Nel caso del near-shore si tratta invece di impianti distanti meno di tre chilometri dalla costa, tipicamente sull'entroterra, oppure sul mare, ma con distanze che non superano i 10 km dalla costa. Il sottoinsieme che è installato sulla terraferma ha caratteristiche simili alla on-shore in termini di range di produzione (da 20 kW a 20 MW) mentre l'insieme in ambiente marino tipicamente garantisce potenze prodotte nell'ordine dei MW in configurazione "grid-connected". Oltre al parco eolico on-shore e near-shore c'è anche il parco eolico Wind farm (fattoria del vento) il quale è un territorio con decine di torri munite di eliche. I generatori eolici sono distanziati per evitare interferenze reciproche: in genere si calcola una distanza pari a dieci volte il diametro delle pale.
Molti dei più grandi parchi eolici onshore operativi sono situati negli Stati Uniti. A partire dal 2012, l'Alta Wind Energy Center è il più grande parco eolico onshore nel mondo con una produzione di 1020 MW, seguito dai Shepherds Flat Wind Farm (845 MW) e la Roscoe Wind Farm (781,5 MW). A partire da settembre 2012, il Sheringham Shoal Offshore Wind Farm e il Thanet Wind Farm nel Regno Unito sono i più grandi parchi eolici off-shore del mondo con 317 MW e 300 MW rispettivamente, seguiti da Horns Rev II (209 MW), in Danimarca.

### Eolico off-shore

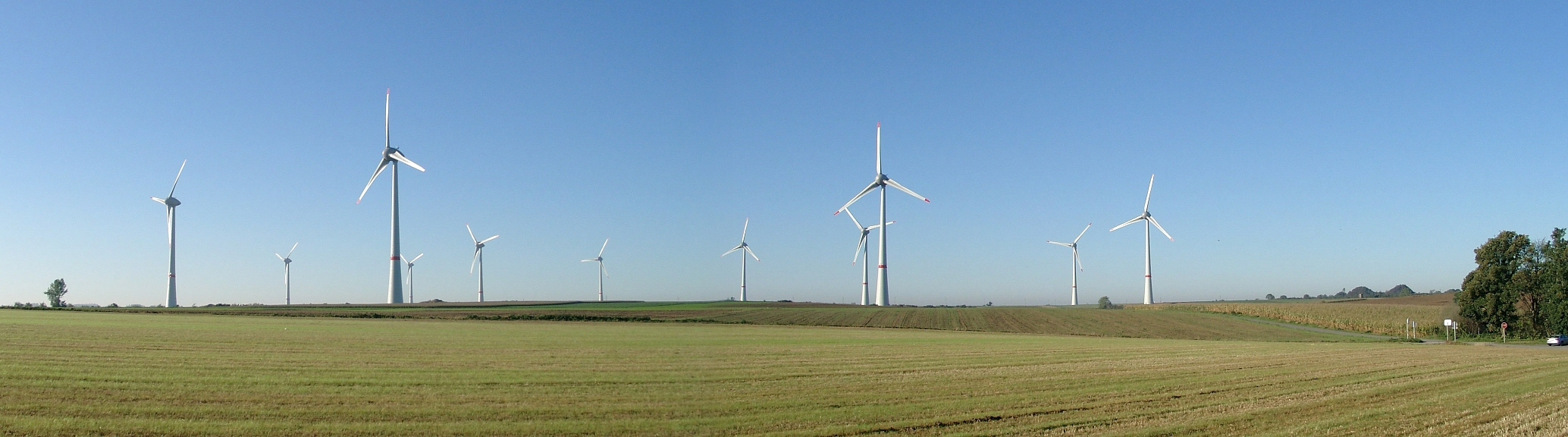
Impatto visivo: per ridurre l'impatto e aumentare il rendimento, sulla stessa superficie di Estinnes in Belgio sono state installate 11/12 turbine E-126 da 7,5 MW con una rotazione molto lenta anziché 23 turbine da 2 MW a rotazione rapida; 10 ott 2010

Con l'espressione "eolico off-shore" si intendono gli impianti installati ad alcune miglia dalla costa di mari o laghi, per meglio utilizzare la forte esposizione alle correnti di queste zone. Alcune difficoltà sono legate all'intralcio verso la navigazione, tale per cui sono posti usualmente lontano da rotte navali importanti.
La Spagna ha effettuato uno studio di fattibilità della durata di un anno sull'intero territorio nazionale per determinare le aree maggiormente ventilate e con continuità e quindi i siti candidati all'installazione di centrali di taglia medio-grande. La Spagna ha esteso le misurazioni mediante centraline fisse e mobili anche a tutta la costa, oltre che a zone collinari e di montagna, preferendo l'eolico off-shore. Dopo aver diffuso microimpianti nelle singole abitazioni e un decentramento energetico, ora si realizzano pochi impianti centralizzati per la produzione di alcuni gigawatt per parco eolico.
Ad Havsui, in Norvegia, sorgerà il più grande impianto eolico off-shore al mondo, che potrà fornire 1,5 gigawatt di potenza elettrica.
Nel Regno Unito verrà realizzata un'estesa serie di generatori off-shore entro il 2020 in grado di produrre abbastanza corrente elettrica da alimentare le utenze domestiche. Il piano prevede impianti per 20 gigawatt che si aggiungeranno agli 8 gigawatt di impianti già deliberati. Nel 2008 il Fondo di inversioni della corona britannica, che possiede le aree marittime della Gran Bretagna, fino a circa 20 km dalla costa, con il programma Clipper's Britannia Project, ha deciso di investire in grandi aerogeneratori off-shore di potenza superiore ai 5 megawatt.
Il primo impianto eolico off-shore in Italia era previsto in Molise, in mare Adriatico a circa tre chilometri dalla costa tra Vasto e Termoli, per una capacità installata di 162 MW. Il progetto è stato bloccato nel 2007 a seguito del parere negativo della giunta regionale.
Le turbine offshore galleggianti potranno essere installate anche in siti marini molto profondi. Imitando la tecnologia delle piattaforme petrolifere, le turbine eoliche galleggianti vengono installate in mare aperto e sfruttano i venti costieri. Il progetto usa un sistema di ancoraggio a tre punti mediante cavi in acciaio ancorati al fondale, simile a quello utilizzato nelle piattaforme petrolifere. La Hydro, società norvegese che opera nel settore energia, ha collocato un prototipo di questa turbina vicino Karmøy, isola a sud est della Norvegia ed eventualmente vicino ad una installazione petrolifera con l'obiettivo di rifornirla di energia rinnovabile.
Il 21 aprile 2022 viene inaugurato Beleolico a Taranto, il primo impianto eolico offshore italiano. L'impianto è composto da 10 pale installate in Mar Grande con una capacità nominale di 30 MW e stima di funzionamento per 25 anni. In Italia sono in attesa di approvazione progetti per 170 GW.
Nel luglio 2022, diviene operativo Seagreen in Scozia, il più grande parco eolico al mondo, con 114 turbine ancorate a una profondità di 59 metri a 16 miglia dalla costa, e capace di generare una potenza di 1.1 gigawatt per 1.6 milioni di famiglie, a fronte di un investimento di 3 miliardi di sterline.

### Progettazione

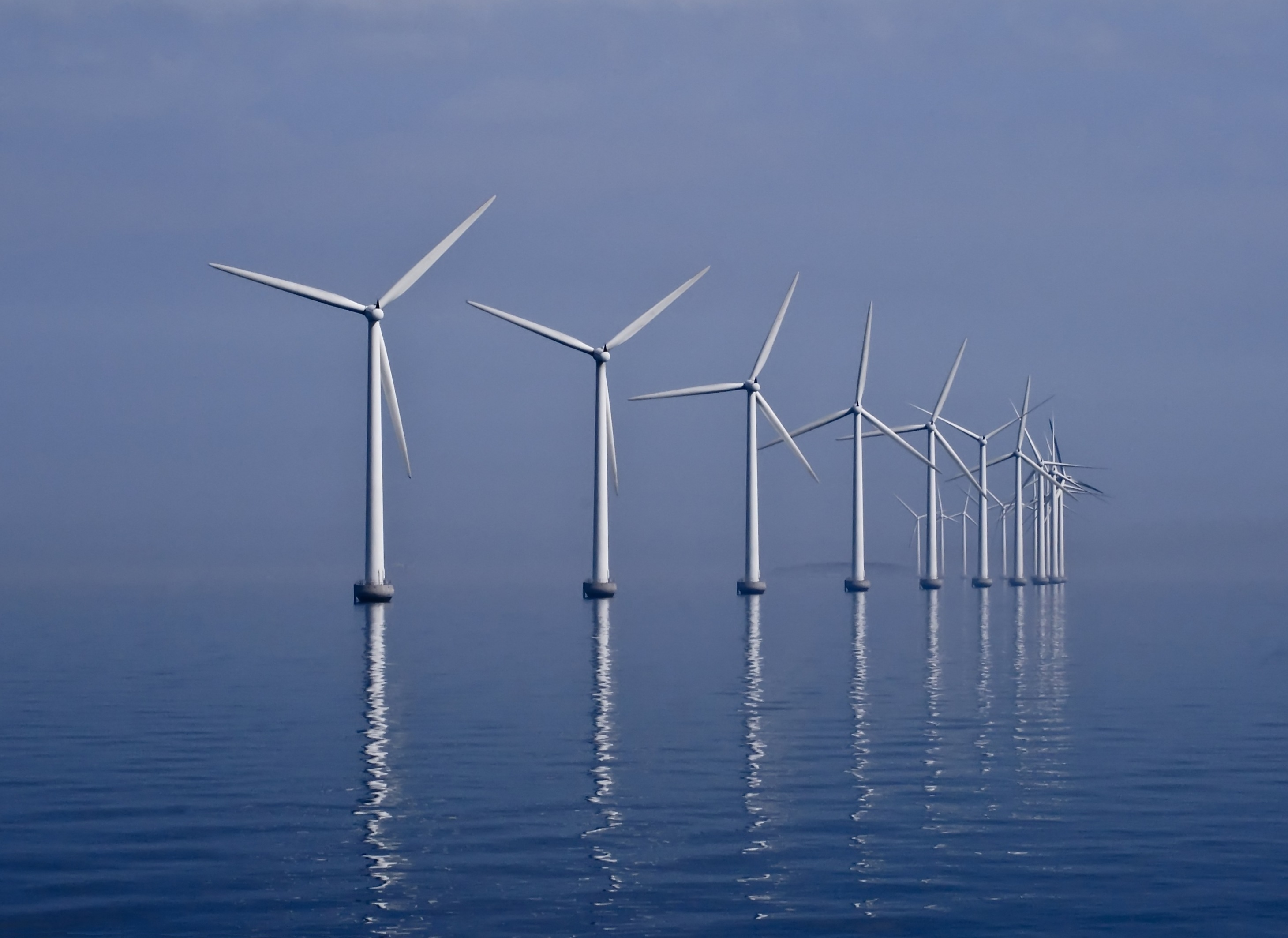
Middelgrunden, impianto eolico da 40 MW nello stretto di Oresund al largo di Copenaghen

Il progetto di un'installazione eolica prevede una fase iniziale di valutazione delle caratteristiche di ventosità (vento medio) del sito scelto attraverso il monitoraggio dell'intensità e della costanza/regolarità del vento con installazione di anemometri per un tempo statisticamente significativo (almeno un anno). Tale fase fa parte dunque dello studio di fattibilità tecnico-economico volto a garantire l'efficacia del progetto in termini di ritorno dell'investimento.
Una volta validato il sito si passa alla fase di pianificazione e dimensionamento cioè alla scelta del tipo di impianto ovvero del numero di aerogeneratori, del loro posizionamento ottimizzato sull'area di interesse in funzione delle caratteristiche di ventosità e di non interferenza tra generatori, del tipo di aerogeneratore, dell'altezza della torre, della dimensione del rotore ecc... concludendosi con la fase di realizzazione vera e propria. Completano l'infrastruttura gli inevitabili componenti elettrici per l'allaccio alla rete elettrica (cavi elettrici) fino alla cabina elettrica con le relative opere civili o gli eventuali sistemi di accumulo.

### Eolico domestico
Fra le soluzioni brevettate per l'eolico urbano vi è la turbina con due rotori controrotanti, caratterizzata da basse vibrazioni e bassa rumorosità; la turbina sferica che cattura il vento da ogni direzione, oppure la turbina compatta e silenziosa, ispirata da Archimede.

## Effetti sull'energia eolica
Gli impianti eolici con la loro azione, vanno a impattare sulla velocità del vento, il che può ridurre anche del 20% la capacità produttiva delle installazioni sottovento, fino a 35-40 km.
L'impatto sulla velocità del vento risulta inferiore con l'adozione di turbine eoliche di capacità superiore rispetto ad un impianto di pari energia complessiva ma costituito con turbine eoliche di capacità inferiore.
Le installazioni eoliche, portando alla riduzione della velocità del vento (circa l'8-9%) e inducendo un disturbo nel flusso del vento, possono influire sul clima locale; se sufficientemente grandi, possono persino alterare la struttura dei sistemi meteorologici come la corrente a getto verso il basso, che portano a impatti modesti sulle condizioni climatiche, come l'aumento delle precipitazioni globali del 10% in alcune aree